# Gare d'Agincourt
La gare d'Agincourt est une gare de trains de banlieue à Scarborough, dans l'est de Toronto en Ontario. La gare est située sur Sheppard Avenue entre Kennedy Road et Midland Avenue. La gare est desservie par la ligne Stouffville de GO Transit.

## Situation ferroviaire
La gare est située à la borne 55,5 milles (89,3 km) de la subdivision Uxbridge de Metrolinx, à voie unique, entre la gare de Kennedy et la gare de Milliken.
Entre la gare de Kennedy et Ellesmere Avenue, la ligne est en parallèle avec la ligne 3 Scarborough, du côté ouest de la voie. Le paysage autour de la ligne passe de résidentiel à industriel. Une partie de la voie est toujours desservie par les trains de marchandise du CN. La ligne 3 Scarborough s'enforce sous terre au nord d'Ellesmere et disparaît, passant sous la subdivision Uxbridge et tournant vers l'est en direction du Scarborough Town Centre. Le GO train continue vers le nord, passant sous les viaducs de l'autoroute 401 et de la subdivision Belleville du Canadien Pacifique, vers le prochain arrêt, la gare d'Agincourt.
Au nord d'Agincourt, la ligne Stouffville traverse un autre quartier résidentiel avant d'entrer dans une autre zone industrielle au nord de Finch Avenue. Le prochain arrêt est situé juste avant Steeles Avenue, la limite municipale entre Toronto et Markham.

## Histoire

### Toronto & Nipissing Railway
La gare d'Agincourt a été construite par le chemin de fer à voie étroite Toronto & Nipissing Railway en 1869. Il s'agissait d'une petite structure avec un extérieur en planches et lattes avec un toit étendu servant d'abri au-dessus du quai, semblable à de nombreuses autres gares construites par le Toronto & Nipissing Railway.
Agincourt était une petite communauté à l'époque, ayant été fondée un peu plus de dix ans auparavant, en 1858, à l'intersection de Sheppard Avenue et Midland Avenue. Le premier train de voyageurs est arrivé à la gare le 12 juillet 1871 avec le lancement d'un trajet entre Toronto et Uxbridge.

### Grand Tronc & Canadien National
Le chemin de fer a été converti à l'écartement standard en 1881, et a fusionné avec plusieurs lignes secondaires adjacentes en difficulté l'année suivante pour former le Midland Railway of Canada. À peine deux ans plus tard, en 1884, le Midland Railway était lui-même racheté par le Grand Tronc. Un total de sept trains s'arrêtaient à Agincourt par jour en 1922.
La gare a subi peu de modifications au cours de son existence. Quelques décennies après la fusion du Grand Tronc, en difficulté financière, avec le Canadien National en 1923, une façade en briques isolantes a été ajoutée aux murs extérieurs pour préserver le bois en dessous. Le nombre de passagers a commencé à diminuer fortement avec la popularisation de l'automobile, surtout après la fin de la Deuxième Guerre mondiale.
Dans les années 1970, Agincourt était essentiellement revenu à son horaire de 1871, soit un aller-retour par jour, sauf qu'il n'allait que jusqu'à Stouffville au nord. Après que le service voyageurs du CN ait été transformé en société d'État distincte, Via Rail, en 1977, le CN a brièvement exploité le seul service à destination d'Agincourt. Les compressions budgétaires imposées à Via en 1981 l'ont incité à se départir d'une grande partie de son service de banlieue dans la région de Toronto, dont la majeure partie a été reprise par GO Transit, une agence provinciale.

### GO Transit
Un nouvel abri temporaire de GO Transit est apparu à côté de la gare d'Agincourt en 1981, après quoi la gare d'origine a été démolie. Une structure permanente a été ouverte par GO l'année suivante, presque au même endroit, et le premier GO train est arrivé le 7 septembre 1982.
Au début, le service sur la ligne Stouffville reflétait celui de Via Rail, un train de six voitures quittant Stouffville pour Union le matin et revenait d'Union à Stouffville en fin d'après-midi. Bien que l'achalandage ait été lent à augmenter sur la ligne Stouffville, il a augmenté, et la ligne a reçu plus d'attention de GO Transit. Un deuxième train a été ajouté le 29 janvier 1990.
La population de Markham et de Whitchurch-Stouffville s'étant considérablement accrue, deux nouveaux trajets aller-retour entre la gare de Markham et Union ont été ajoutés le 1er mai 2000. Cet ajout a été suivi, le 30 avril 2004, d'un train circulant en direction du nord entre Union et Markham le matin et en direction du sud entre Markham et Union l'après-midi. Ce projet a été réalisé à un coût minime, en utilisant un parcours qui avait déjà fait l'objet d'une mise en cul-de-sac.
Au fur et à mesure de l'ajout de trains, il était clair que la gare de Stouffville n'avait pas la capacité de garer tous les trains dont la ligne aurait bientôt besoin. La gare de triage de Lincolnville a ouvert ses portes en 2007 et peut accueillir jusqu'à six trains de douze voitures. Le nouveau triage a permis de faire passer les trains de six à dix voitures.
Cinq voyages aller-retour étaient en service sur la ligne de Stouffville en 2008, et un sixième voyage aller-retour a été ajouté en 2013, ainsi qu'un voyage aller-retour entre Toronto et Unionville en 2012, et un voyage supplémentaire en direction du nord vers Unionville en 2013.

### Améliorations récentes
L'engagement de GO à maintenir et à étendre le service à Stouffville est clair compte tenu des ressources que GO a consacrées aux améliorations. Malgré des fonds limités, elle a acheté la ligne du Canadien National. Elle a agrandi et modernisé les gares d'origine. Elle a éliminé les passages à niveau et un croisement problématique avec un chemin de fer de marchandises très fréquenté. Le 12 février 2015, Metrolinx a annoncé l'attribution d'un appel d'offres pour la construction d'une deuxième voie à partir du nord de la gare d'Agincourt jusqu'à Kennedy Road au nord de la gare de Milliken.
Le 31 décembre 2016, Metrolinx a ajouté un septième train vers Union le matin et vers Lincolnville l'après-midi, puis, le 26 juin 2017, a porté ce nombre à neuf, en plus d'un service dans les deux directions toutes les heures entre Union et Unionville en milieu de journée et en début de soirée les jours de semaine. Le 8 avril 2019, ces trajets de midi vers Unionville ont été prolongés vers le nord jusqu'à Mount Joy. Le 2 novembre 2019, un service ferroviaire a été lancé toutes les heures en fin de semaine entre Union et Mount Joy, avec quelques trajets le matin et en fin de soirée desservant Lincolnville.
La pandémie de Covid-19 a obligé Metrolinx à réduire le service, en éliminant le service de fin de semaine et en réduisant le nombre de voyages à l'heure de pointe à partir de Lincolnville, mais en 2021, le service de fin de semaine a été rétabli, et huit trajets circulaient à nouveau entre Union et Lincolnville.
Depuis 2018, la gare d'Agincourt fait l'objet d'importantes améliorations pour un meilleur aménagement de la gare et l'accès à un service de train toute la journée et dans les deux sens. Les travaux d'amélioration comprennent un nouveau décarcadère, davantage de rangements pour les vélos, une meilleure connexion à Sheppard Avenue au sud des quais, de nouveaux tunnels piétonniers et ascenseurs aux nord et sud de la gare, un nouveau bâtiment de la gare certifié LEED, ainsi qu'un meilleur éclairage, une signalisation plus claire et un meilleur aménagement paysager. L'aménagement des voies et des quais comprennent un deuxième quai, tous deux équipés de nouveaux systèmes de fonte de neige, d'auvents au-dessus des quais avec des abris, et d'une deuxième voie.

## Service aux voyageurs

### Accueil
La billetterie de GO Transit est ouverte en semaine de 5 h 40 à 11 h 45, fermée les fins de semaine et jours fériés. L'ambassadeur de la gare GO peut aider les clients à configurer un type de tarif ou à définir un trajet par défaut sur la carte Presto. Les clients disposent également d'options en libre-service, notamment l'achat d'un billet papier dans un distributeur automatique de billets, le chargement d'une carte Presto dans un distributeur automatique de billets compatible avec Presto, l'achat d'un billet électronique avec leur téléphone intelligent et le paiement au valideur avec une carte de crédit sans contact ou une carte Presto.
La gare est équipée d'une salle d'attente, des toilettes, de Wi-Fi, d'un abri de quai chauffé, d'un téléphone payant, et d'un stationnement incitatif. Les places pour le covoiturage se trouvent au stationnement. La gare est accessible aux fauteuils roulants.

### Dessert
À partir du 8 avril 2023, six trains partent de la gare d'Old Elm et s'arrêtent à cette gare pour se rendre à la gare Union de Toronto pendant la période de pointe du matin. L'après-midi, six trains s'arrêtent à cette gare en direction d'Old Elm.
Le service en dehors des heures de pointe n'est pas proposé à cette gare. Les passagers se rendant au centre-ville de Toronto ou à Scarborough doivent prendre le bus ou le métro de la TTC, et ceux qui se rendent à Markham et au-delà peuvent prendre le bus de la York Region Transit, ou se connecter à un bus GO en heures creuses à la gare d'Unionville.

### Intermodalité
Le transport en commun local est assuré par la Commission de transport de Toronto (TTC). La ligne 85 Sheppard East relie la station Don Mills, Meadowvale Road, la Zoo de Toronto et la gare de Rouge Hill. Certains bus de cette ligne continuent jusqu'à la station Sheppard-Yonge. La ligne express 985 Sheppard East relient les stations Don Mills et Scarborough Centre, ainsi que Meadowvale Road. La ligne 385 est un autobus de nuit qui relie entre la station Sheppard-Yonge et Meadowvale Road. L'arrêt de ces bus se trouve sur Sheppard Avenue, devant l'entrée de la gare.